# Davert (Naturschutzgebiet, Münster)
Das Naturschutzgebiet Davert liegt auf dem Gebiet der kreisfreien Stadt Münster in Nordrhein-Westfalen.
Das aus fünf Teilflächen bestehende Gebiet erstreckt sich südlich der Kernstadt Münster und östlich des Kernortes Senden. Durch das Gebiet hindurch verläuft die A 1. Nördlich fließt der Dortmund-Ems-Kanal, östlich verläuft die B 54. Südwestlich erstreckt sich das 707,58 ha große gleichnamige Naturschutzgebiet Davert, das zum Kreis Coesfeld gehört und südöstlich das ebenfalls gleichnamige, 735,64 ha große Naturschutzgebiet Davert im Kreis Warendorf.
Das Naturschutzgebiet verleiht den gleichnamigen Schutzgebieten EU-Vogelschutzgebiets „Davert“ und Natura-2000-Gebiet „Davert“ Gültigkeit im nationalen Recht.

## Bedeutung
Für Münster ist seit dem Jahr 2000 ein 785,525 ha großes Gebiet unter der Kenn-Nummer MS-014 als Naturschutzgebiet ausgewiesen. Das Gebiet wurde unter Schutz gestellt zur Erhaltung, Förderung und Wiederherstellung der Lebensgemeinschaften und Biotope landschaftsraumtypischer Tier- und Pflanzenarten in einem großen, zusammenhängenden Waldgebiet mit eingeschlossenen und angrenzenden Offenlandbiotopen. Die Verordnung dient dem Schutz der bodenständigen Laubwälder.